# Monteverdi Marittimo
Monteverdi Marittimo ist eine Gemeinde mit 794 Einwohnern (Stand 31. Dezember 2023) in der Provinz Pisa in der Region Toskana in Italien.

## Geografie

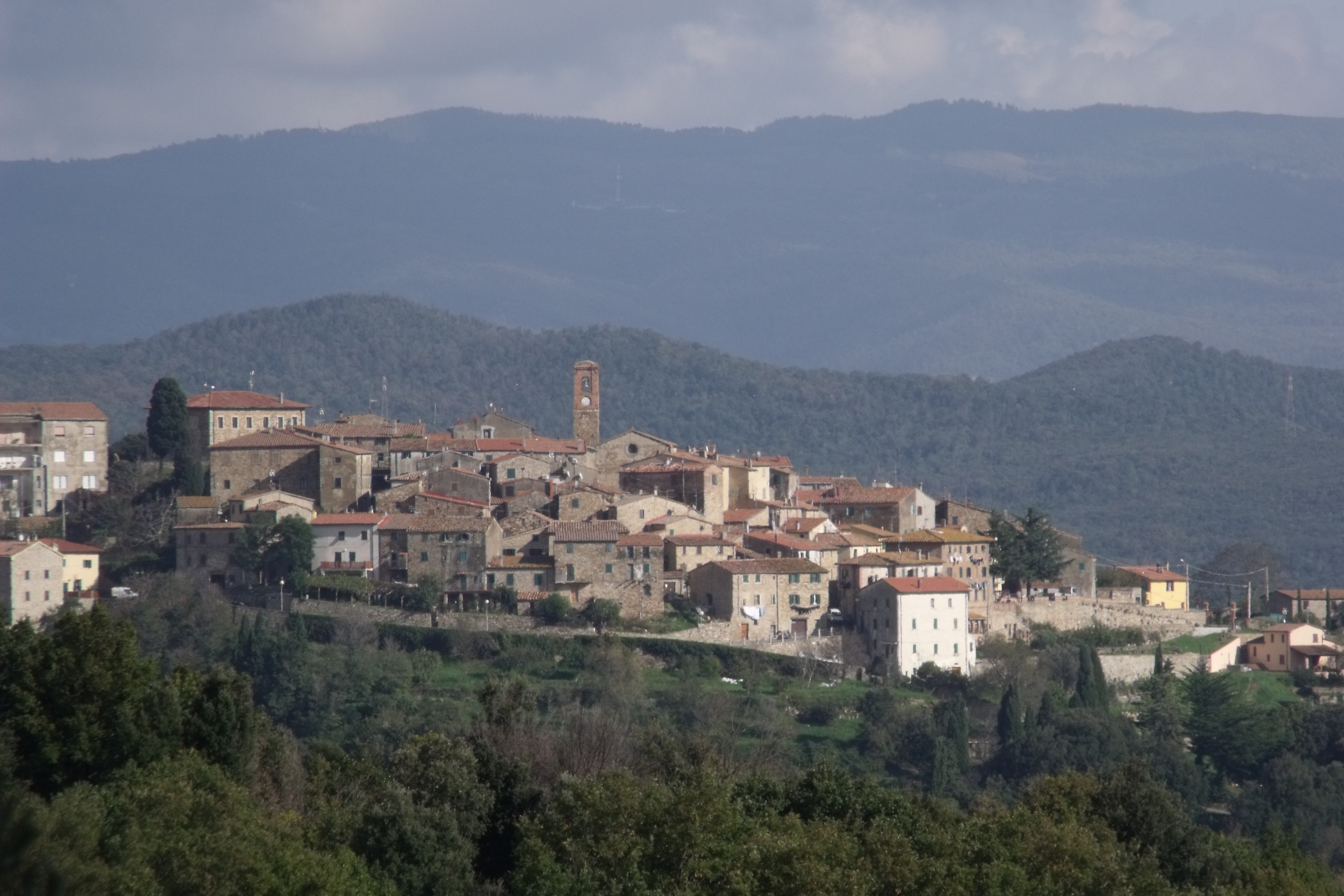
Panorama von Monteverdi Marittimo

Die Gemeinde erstreckt sich über ca. 98 km². Sie liegt ca. 120 km südwestlich der Regionalhauptstadt Florenz und 50 km südlich der Provinzhauptstadt Pisa und ist die südlichste Gemeinde der Provinz. Sie ist Teil der Comunità montana Alta Val di Cecina (Unione Montana Alta Val di Cecina) und liegt im Gebirge der Colline Metallifere in der klimatischen Einordnung italienischer Gemeinden in der Zone D, 2 039 GG. Durch das Gemeindegebiet fließt der Fluss Cornia und die Torrenti Massera (11 von 12 km im Gemeindegebiet), Masserella (alle 7 km im Gemeindegebiet), Ritasso (7 von 9 km im Gemeindegebiet), Sterza (14 von 29 km im Gemeindegebiet) und Sterzuola (alle 6 km im Gemeindegebiet). Die Kirchen im Gemeindegebiet von Monteverdi Marittimo liegen im Bistum Massa Marittima-Piombino.
Die Ortsteile sind Canneto (295 m s.l.m., ca. 180 Einwohner), Gualda und Pratella (gelten beide als Località).
Die Nachbargemeinden sind Bibbona (LI), Castagneto Carducci (LI), Montecatini Val di Cecina, Monterotondo Marittimo (GR), Pomarance, Sassetta (LI) und Suvereto (LI).

## Geschichte
Der Ort entstand um 754 zusammen mit dem Kloster Monastero di San Pietro in Palazzuolo. Die Burg Castello di Monteverdi entstand noch vor dem Jahr 1000. Während das Kloster zu dieser Zeit unter der Protektion von Massa Marittima stand, war der Ort selbst unter der Herrschaft von Volterra. Die Republik Florenz eroberte den Ort 1472 und überstellte diesen unter Ferdinando II. de’ Medici 1665 dem Feudalherren Ferdinando Incontri. Durch die Abschaffung der Feudalherrschaft 1776 durch Leopold II. fiel der Ort wieder an das Herzogtum Toskana. Nach dem Ende der Napoleonischen Besetzung 1815 unterstand der Ort wieder dem Herzogtum Florenz, allerdings unter Pisanischer Verwaltung. Von 1837 bis zur Einigung Italiens gehörte die Gemeinde zu Grosseto, dann wurde sie in die neue Provinz Pisa eingeteilt.

## Sehenswürdigkeiten

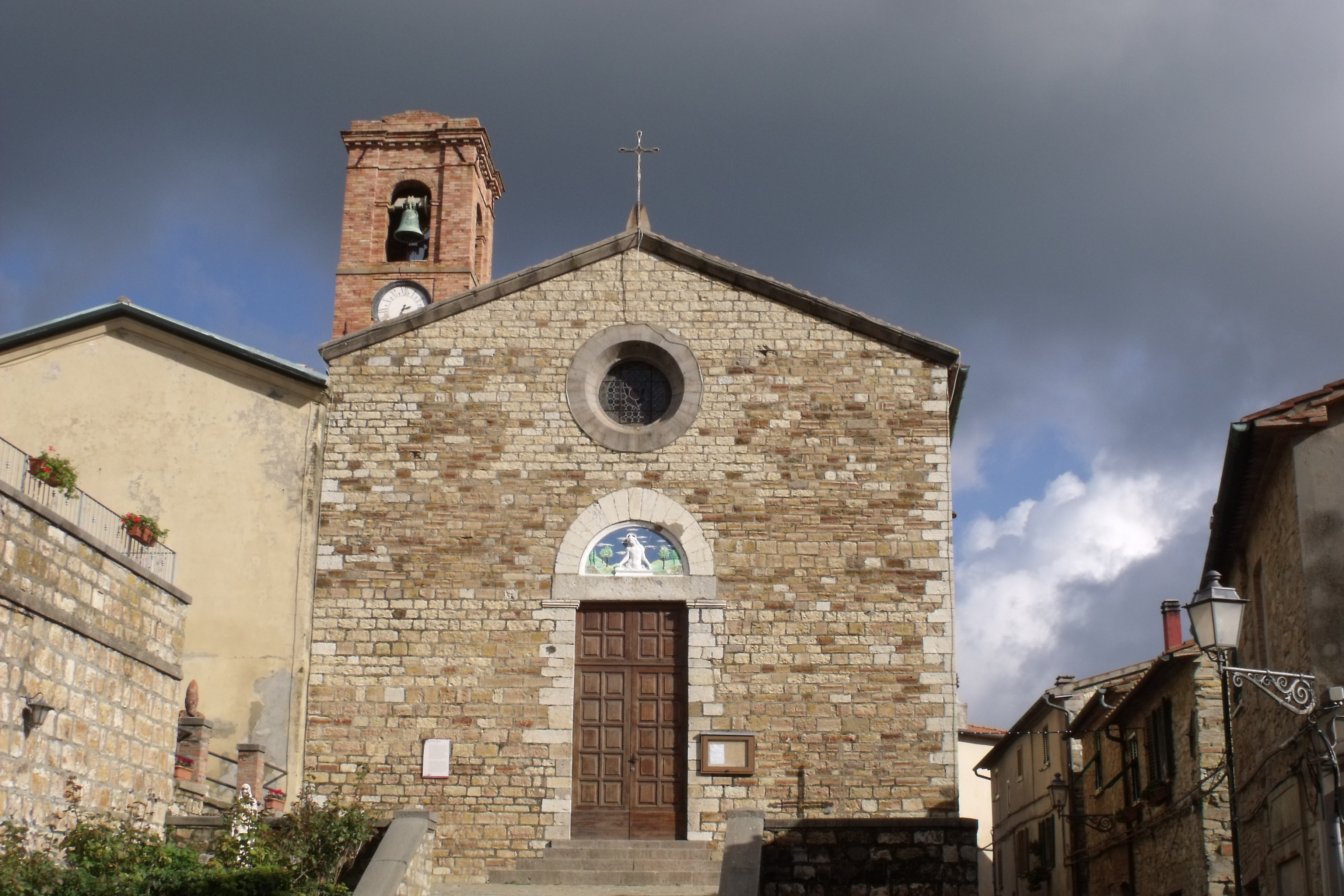
Die Kirche Chiesa di Sant’Andrea im Ortskern

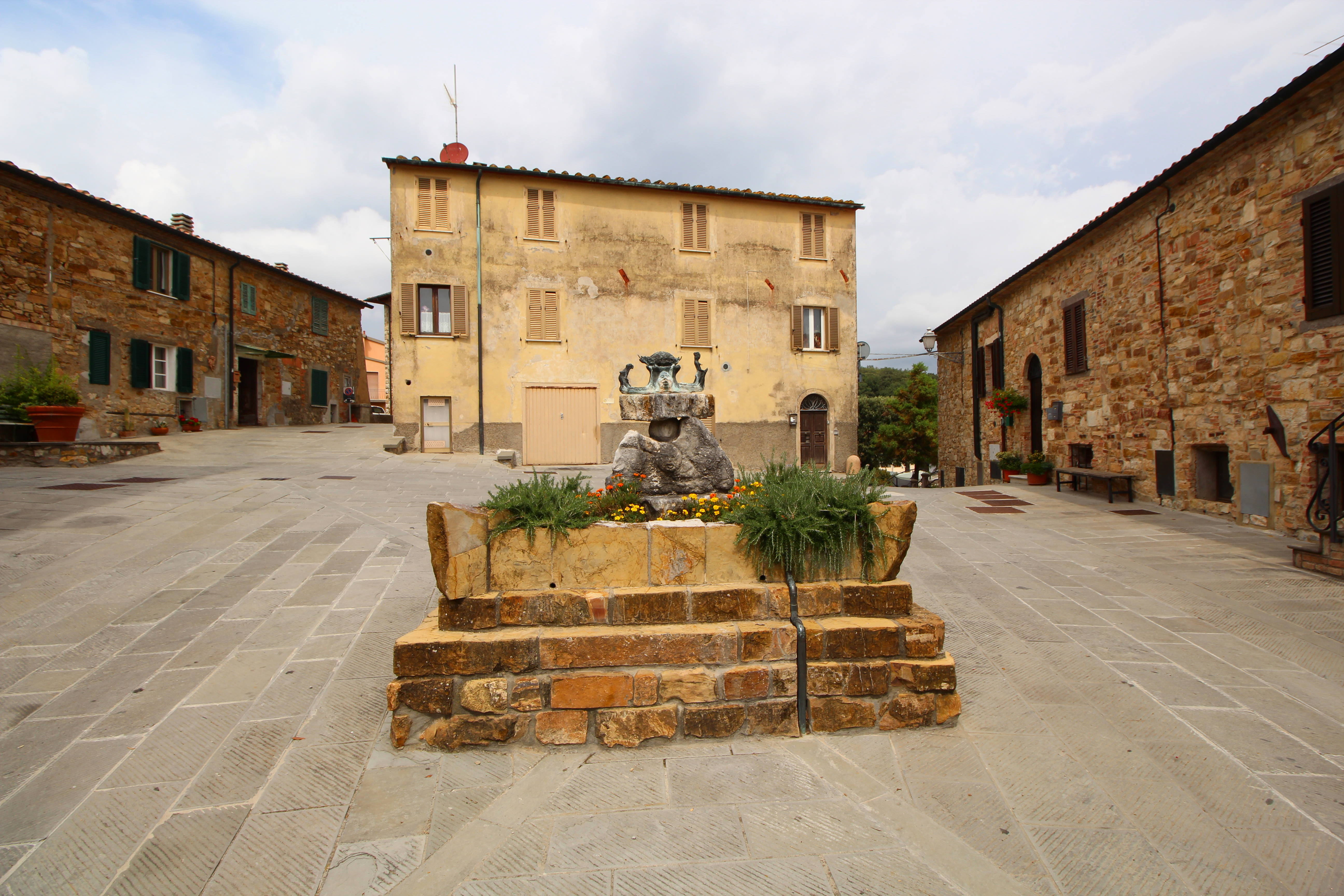
Der Platz Piazzetta della Torre im Ortskern

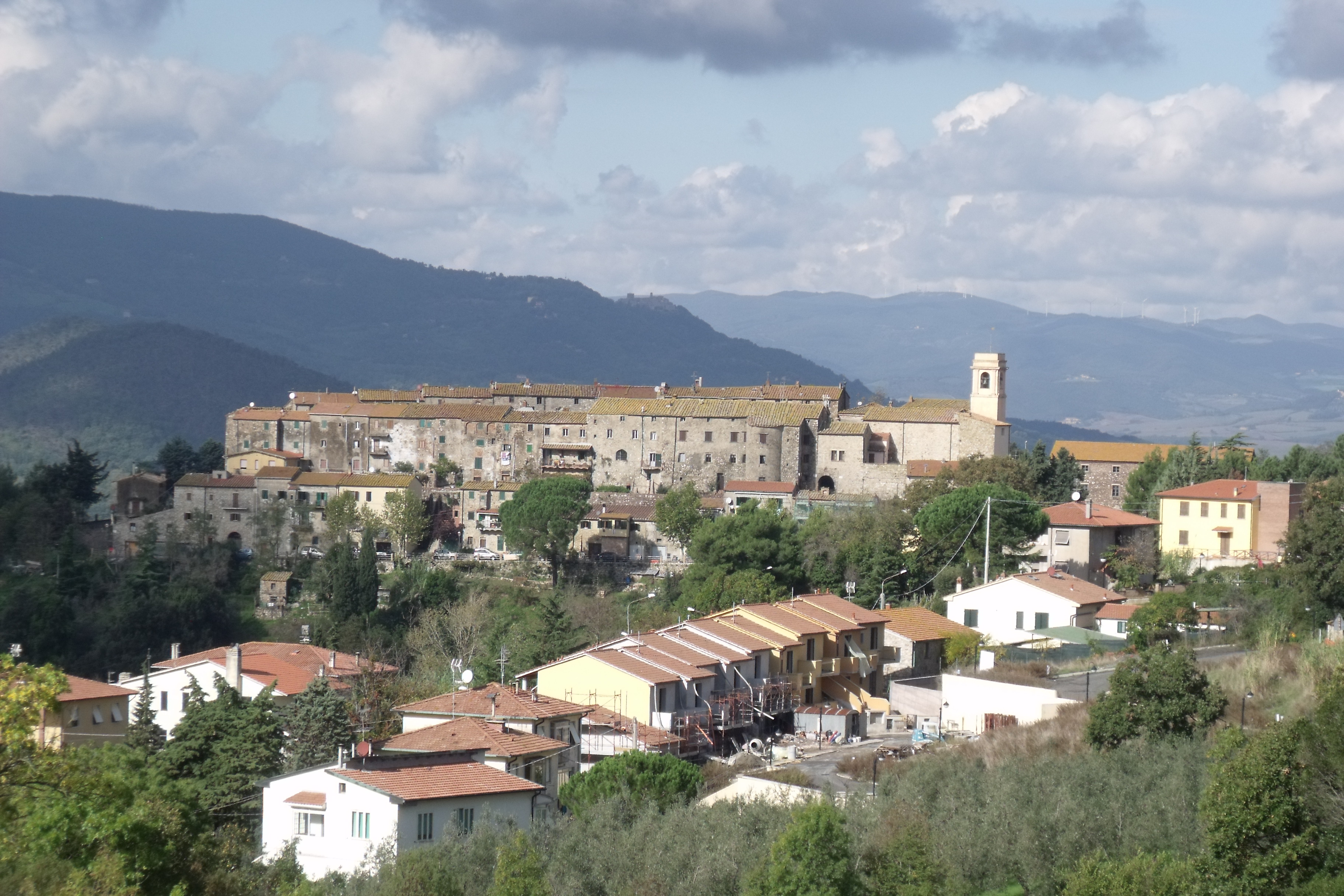
Der Ortsteil Canneto mit dem Campanile der Kirche San Lorenzo (rechts)

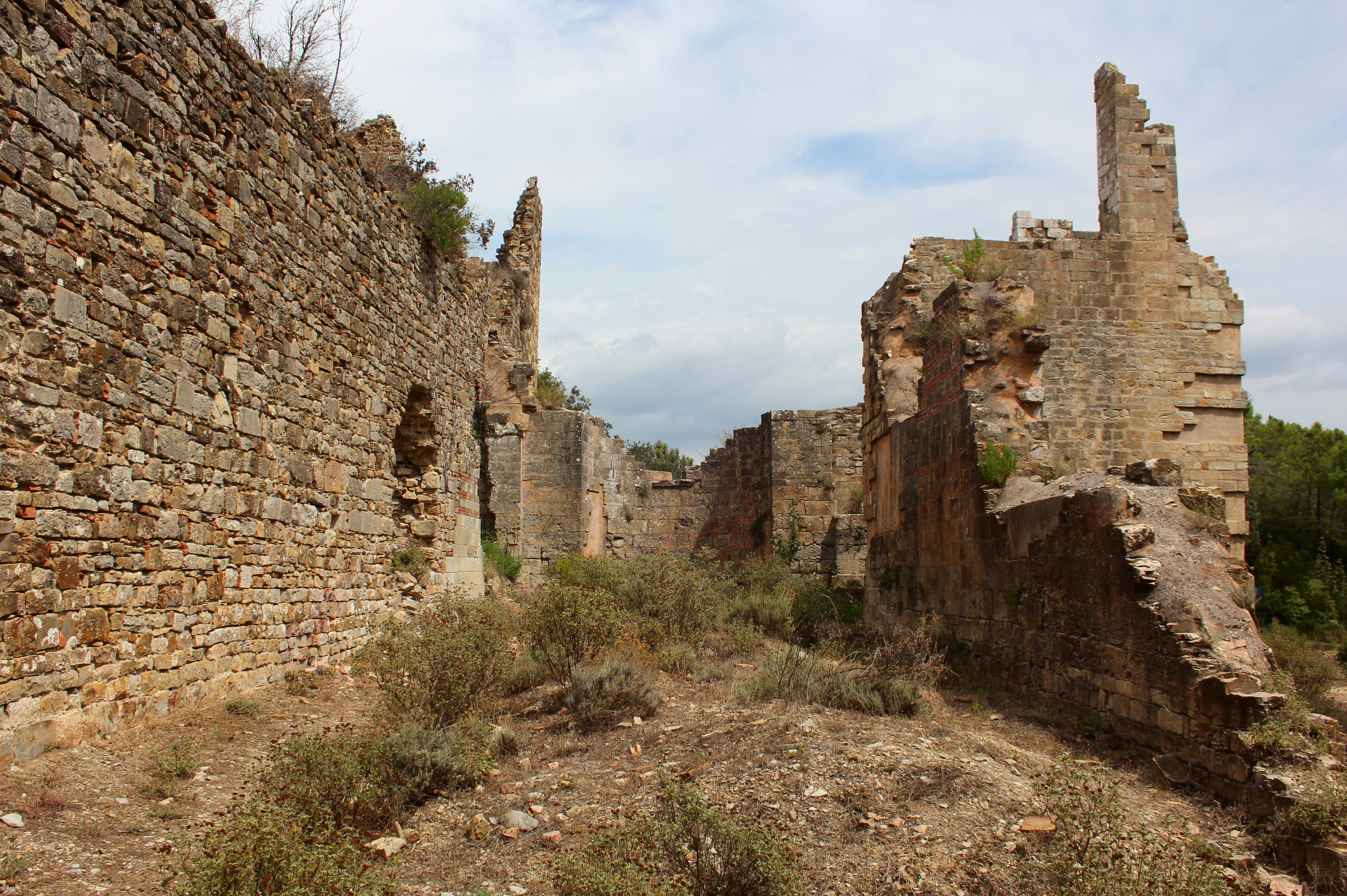
Die Klorster- und Kirchenruine San Pietro in Palazzuolo

### Im Ortskern
- Chiesa di Sant’Andrea, mittelalterliche Kirche im Ortskern. Wurde im 19. Jahrhundert verändert, enthält aber noch teilweise die originalen Strukturen.[6]
- Cappella del Santissimo Sacramento, 1751 entstandene Kapelle nahe der Hauptkirche Sant’Andrea.[6]

### Im Ortsteil Canneto
- Befestigungsmauern von Canneto, mit den Wehrtoren
  - Porta alla Buca
  - Porta agl’Archi
- Chiesa di San Lorenzo a Canneto, um das 12. Jahrhundert errichtete Kirche im Ortsteil Canneto.

### Außerhalb des Ortes
- Monastero di San Pietro in Palazzuolo, 754 entstandenes Kloster kurz außerhalb des Hauptortes am Poggio a Badia (ca. 2 km südöstlich des Hauptortes). Unterstand seit 1298 den Vallombrosanern und wurde 1561 aufgegeben.[6]

## Gemeindepartnerschaften
Monteverdi Marittimo hat eine Gemeindepartnerschaft mit:
- Yraifia, Westsahara[7]